# Paolo Villaggio
Paolo Villaggio (Genua, 31 december 1932 – Rome, 3 juli 2017) was een Italiaans acteur, regisseur en schrijver.
Met zijn ironie en satire slaagde hij erin de problemen van de Italiaanse maatschappij op een humoristische manier aan de man te brengen en aan de kaak te stellen.
Zijn bekendste films zijn die over de boekhouder Fantozzi.

## Biografie
Fantozzi groeide op in armoede door de Tweede Wereldoorlog. Hij werd ontdekt door Maurizio Costanzo die hem aanspoorde om aan een cabaret deel te nemen in Rome. Daarna was hij te zien in het televisieprogramma Bontà loro.
Na zijn televisieervaring begon hij te schrijven voor de weekbladen L'Espresso en L'europeo, waarin hij korte verhalen schreef over de boekhouder Ugo Fantozzi. In 1971 verscheen zijn boek Fantozzi. Het boek kende een internationaal succes en in 1975 verscheen de beroemde film Fantozzi die nog meer succes had. Er volgde immers nog negen vervolgfilms over de ongelukkige boekhouder.
Hij werkte verder nog samen met beroemde Italianen zoals Federico Fellini en Roberto Benigni in La voce della luna. In 1990 won hij de David di Donatello en in 1996 de Gouden Leeuw voor de bekroning van zijn carrière.

## Filmografie
- Eat it (1968)
- I quattro del Pater Noster (1969)
- Il terribile ispettore (1969)
- Pensando a te (1969)
- La torta in cielo (1970)
- Brancaleone alle crociate (1970)
- Senza famiglia, nullatenenti cercano affetto (1972)
- Beati i ricchi (1972)
- Che c'entriamo noi con la rivoluzione? (1973)
- Non toccare la donna bianca (1974)
- Sistemo l'America e torno (1974)
- La mazurka del barone, della santa e del fico fiorone (1974)
- Alla mia cara mamma nel giorno del suo compleanno (1974)
- Fantozzi (1975)
- Di che segno sei? (1976)
- Signore e signori, buonanotte (1976)
- Quelle strane occasioni (1976)
- Il secondo tragico Fantozzi (1976)
- Il... Belpaese (1977)
- Tre tigri contro tre tigri (1977)
- Il signor Robinson (1977)
- Io tigro, tu tigri, egli tigra (1978)
- Quando c'era lui...caro lei! (1978)
- Professor Kranz tedesco di Germania (1978)
- Dove vai in vacanza? (1978)
- Dottor Jekyll e gentile signora (1979)
- Rag. Arturo De Fanti, bancario precario (1979)
- La locandiera (1980)
- Fantozzi contro tutti (1980)
- Fracchia la belva umana (1981)
- Il turno (1981)
- Pappa e ciccia (1982)
- Bonnie e Clyde all'italiana (1982)
- Sogni mostruosamente proibiti (1983)
- Fantozzi subisce ancora (1983)
- A tu per tu (1984)
- Sogni e bisogni (1984)
- I pompieri (1985)
- Fracchia contro Dracula (1985)
- Superfantozzi (1986)
- Scuola di ladri (1986)
- Grandi magazzini (1986)
- Roba da ricchi (1987)
- 'Rimini Rimini (1987)
- Scuola di ladri parte seconda (1987)
- Missione Eroica - I pompieri 2 (1987)
- Il volpone (1988)
- Fantozzi va in pensione (1988)
- Come è dura l'avventura (1988)
- La voce della Luna (1989)
- Ho vinto la lotteria di capodanno (1989)
- Fantozzi alla riscossa (1990)
- Le comiche (1990)
- Le comiche 2 (1992)
- Il segreto del bosco vecchio (1993)
- Io speriamo che me la cavo (1993)
- Fantozzi in paradiso (1993)
- Cari fottutissimi amici (1994)
- Le nuove comiche (1994)
- Palla di neve (1995)
- Io no spik inglish (1995)
- Camerieri (1995)
- Fantozzi - Il ritorno (1996)
- Banzai (1997)
- Un bugiardo in paradiso (1998)
- Fantozzi 2000 - La clonazione (1999)
- Denti (2000)
- Azzurro (2000)
- Gas (2005)
- Hermano (2007)